# لوسيانو آشلي روشا كارلوس
لوسيانو آشلي روشا كارلوس (19 يونيو 1977 في البرازيل – )؛ هو لاعب كرة قدم سابق كان يلعب كلاعب وسط.

## وصلات خارجية
- لوسيانو آشلي روشا كارلوس على موقع رابطة كرة القدم اليابانية للمحترفين (اليابانية)